# 札波羅熱核電廠
札波羅結核電廠（羅馬化：Zaporizka AES），簡稱ZAES（ЗАЕС）；或以英語化簡稱為ZNPP，是位于烏克蘭南部扎波罗热州埃內爾霍達爾的核电站，是歐洲最大的核電廠，該廠目前連同該州部分地區被俄羅斯實際占領並控制，俄占領當局更將該厰與烏克蘭電網斷鏈。核電廠靠近第聶伯河的卡霍夫卡水庫河畔。它建有六座水-水高能反应堆-1000壓水反應爐，各可輸出9.5億瓦特的電力，總功率輸出為57億瓦特。前五座发电机组及核反应堆在1985年至1989年間陸續竣工營運，1995年再加建第六座。札波羅結核電廠供應了烏克蘭一半以上的核能電力，約佔全國總電量的五分之一。還有一座火力發電廠在附近 (扎波罗热热电站），相距約3公里。
2022年2月俄烏戰爭白熱化，爆發歷史上首次在核電廠附近的軍事爭奪，3月4日，這兩座電廠都在的埃涅尔戈达尔战役中被俄羅斯軍隊控制。該核電廠後來由俄羅斯國家原子能公司管理的烏克蘭員工運作。2022年9月11日，扎波羅熱核電站全面中斷運作。
反應堆數據：
| 反應堆                 | 反應堆類型    | 淨發電量 (億瓦特) | 總發電量 (億瓦特) | 施工開始      | 電網同步       | 商業運營       | 設計壽命       |
| ---------------------- | ------------- | ----------------- | ----------------- | ------------- | -------------- | -------------- | -------------- |
| 1號機組 (ZAPOROZHYE-1) | VVER-1000/320 | 9.5               | 10                | 1980年4月1日  | 1984年12月10日 | 1985年12月25日 | 2015年12月23日 |
| 2號機組 (ZAPOROZHYE-2) | VVER-1000/320 | 9.5               | 10                | 1981年1月1日  | 1985年7月22日  | 1986年2月15日  | 2016年2月19日  |
| 3號機組 (ZAPOROZHYE-3) | VVER-1000/320 | 9.5               | 10                | 1982年4月1日  | 1986年12月10日 | 1987年3月5日   | 2017年3月5日   |
| 4號機組 (ZAPOROZHYE-4) | VVER-1000/320 | 9.5               | 10                | 1983年4月1日  | 1987年12月18日 | 1988年4月14日  | 2018年4月4日   |
| 5號機組 (ZAPOROZHYE-5) | VVER-1000/320 | 9.5               | 10                | 1985年11月1日 | 1989年8月14日  | 1989年10月27日 | 2020年5月27日  |
| 6號機組 (ZAPOROZHYE-6) | VVER-1000/320 | 9.5               | 10                | 1986年6月1日  | 1995年10月19日 | 1996年9月16日  | 2026年10月21日 |

## 運行狀態
2017年，3號機組完成了現代化改造工作，將使用壽命延長10年至2027年。2021年，5號機組完成了現代化改造工作，延長了10年的使用壽命。

## 2014年動亂
2014年5月，據稱40名自稱是“右區”代表的武裝成員試圖進入發電廠區域。這些人在進入埃內爾霍達爾之前被烏克蘭警察攔住。
扎波羅熱發電廠位於距離頓巴斯戰區約200公里的戰區，那裡的戰鬥在2014年變得非常激烈。2014年8月31日，綠色和平的成員Tobias Münchmeyer表示擔心該核電廠可能會被來自戰區的重型火砲擊中。

## 事故

### 2014年事故
2014年12月3日，總理亞采尼克宣布幾天前在扎波羅結核電站發生了一起事故。據報導，事故原因是電源插座系統短路，與現場生產無關。該核電廠的6個反應堆之一於2014年12月兩次關閉。這種情況以及烏克蘭燃煤發電站的煤炭短缺導致2014年12月初至12月下旬在全國範圍內輪流停電。

### 2022年俄羅斯入侵烏克蘭
2022年俄羅斯入侵烏克蘭初期，當地居民以肉身護廠，阻止俄軍攻佔該廠。
1號至4號機組於2022年2月25日繼續運行，而5號和6號機組已關閉。
2022年2月28日，俄羅斯聲稱已經佔領了該核電廠以及埃內爾霍達爾市。埃內爾霍達爾市長德米特里·奧爾洛夫後來否認了這一說法。
當地時間2022年3月3日深夜，俄軍開始向核電廠外圍發動砲擊，至3月4日凌晨1時許，埃內爾霍達爾市長 Dmytro Orlov 報告這核電廠被俄軍攻擊後失火的消息，凌晨兩點半起火燃燒，清晨6點20分火勢被撲滅；烏克蘭內政部公佈在4日清晨公佈，訓練中心的一棟五層建筑物的3、4、5樓被焚毁，無人受傷。
烏克蘭總統澤連斯基譴責俄軍行為，並與美國總統拜登通電話。經過激戰後，當天早上俄軍確認輻射水平沒變化後佔領了該發電廠。波兰总统安杰伊·杜达后来透露，泽连斯基在半夜打电话给他，说扎波罗热核电站受到攻击，要求波兰进行干预。安杰伊·杜达随着通知其驻联合国大使，并与联合国秘书长与国际原子能机构进行干预。
而後，該核電廠所屬管理公司與國際原子能機構 (IAEA) 亦分別證實核電廠已被俄軍控制及後核電廠管理方透過烏克蘭能源部向國際原子能機構報告稱：被俄軍控制後核電廠如常運作，第2與第4反應堆如常運作；而烏克蘭境內另外三個核電廠亦如常運作。
截至世界標準時間3月4日凌晨4點20分，國際原子能機構表示，位於訓練大樓的大火已被撲滅。它不會影響反應堆安全或任何基本設備。該核電廠損失了 1.3 吉瓦 (Giggawatts) 的容量，隨後附近的火力發電站增加了9台發電機組發電來補償。這是歷史上第二次有核電廠在軍事行動中被敵方佔領。當砲擊或各種攻擊造成該核電廠內的電力中斷，反應爐冷卻過程也就會中斷，如果核燃料的溫度超過其熔點、放射性物質突破安全殼，結果就是爐心熔毀導致輻射外洩。
《烏克蘭真理報》3月12日報導稱，俄羅斯當局告知該核電廠的管理層，該核電廠現在屬於俄羅斯國家原子能公司 (Rosatom)。
2022年7月5日，《華爾街日報》報導稱，俄羅斯軍隊通過部署重型自行多管火箭發射器 BM-30 Smerch 在該綜合體中佈置了一個軍事基地。2022年7月19日，三架烏克蘭自殺式無人機襲擊了現場的俄羅斯設備和帳篷。烏克蘭國防部表示，三名俄軍死亡，十二人受傷。據報導，職業管理部門稱至少有 11 名員工受傷。一名職業官員表示，反應堆沒有受損，也應該不是襲擊目標。
2022年8月3日，國際原子能機構負責人拉斐爾·格羅西 (Rafael Grossi) 對核電站的安全表示嚴重關切，並懷疑核電站正在進行所有必要的維修和保養以及核材料。國際原子能機構正在計劃檢查該核電廠，只在等待烏克蘭和俄羅斯方面的批准以及聯合國的授權。烏克蘭國家核能發電公司 (Energoatom) 反對國際原子能機構訪問，因為“任何訪問都會合法化俄羅斯軍隊在那裏的存在”。佔領官員 Yevhen Balytskyi 邀請國際原子能機構訪問， 並聲稱這訪問會展示俄軍如何在烏克蘭軍隊攻擊該設施時守衛該設施。到8月6日，國際原子能機構報告說，由於前一天的砲擊，三個仍在運行的反應堆中有一個與電網斷開連接並觸發了其應急保護系統。
8月8日，據報導核電廠受損。烏克蘭當局表示，俄羅斯的砲擊損壞了三個輻射傳感器，並導致一名工人住院；烏克蘭總統澤連斯基指責俄羅斯發動“核恐怖”。親俄羅斯的當地當局表示，烏克蘭軍隊用多管火箭發射器襲擊了該地點，破壞了行政大樓和核儲存設施附近的一個區域。聯合國秘書長古特雷斯說“對核電站的任何攻擊都是自殺式的事情”，呼籲各方容許國際原子能機構檢查員進入核電廠。烏克蘭的核能公司呼籲在核電廠周圍建立一個非軍事區，並部署國際維和人員。翌日，烏克蘭的核能公司負責人表示，俄羅斯計劃把該站從烏克蘭電網終止連接，並改為把它連接到俄羅斯電網。
8月11日，俄羅斯召集聯合國安理會召開會議，討論該核電廠的局勢。俄羅斯代表團表示，烏克蘭軍隊於8月5日使用重型火砲砲擊該核電廠，並於8月6日用集束彈藥襲擊；他們支持國際原子能機構的訪問。烏克蘭代表團表示，俄羅斯“對核電站進行了砲擊”，俄羅斯利用該核電站砲擊烏克蘭城鎮，並支持國際原子能機構訪問烏克蘭控制領土。阿聯酋代表團重申，《日內瓦公約第一議定書》第 56 條禁止攻擊核電站。格羅西說，情況“令人非常擔憂”，儘管暫時沒有直接威脅到核安全，但情況亦可能會發生變化。該天，核電廠再次遭到數次砲擊，包括在放射性廢料儲存地附近。烏克蘭說是俄羅斯發動了砲擊，而俄羅斯官員則說是烏克蘭發動的。
8月14日，澤連斯基指責俄羅斯在該核電廠駐紮部隊，向卡霍夫卡水庫對面的尼科波爾和馬哈內茨市開火。8 月下旬出現了一段視頻，似乎顯示俄羅斯軍用卡車停在裝有發電廠渦輪機的建築物內。俄羅斯報告稱，截至8月18日，該核電廠和員工在埃內爾霍達爾已記錄了12次襲擊事件，其中50多發砲彈爆炸。8月19日，在法國總統馬克龍和俄羅斯總統普京通電話後，俄羅斯同意允許國際原子能機構視察員從烏克蘭控制的領土進入核電站，但核電廠周圍的臨時停火仍需要就視察達成一致。同日，英國國防部特別委員會主席托比亞斯·埃伍德表示，該核電站的任何蓄意破壞可能導致輻射洩漏都將違反《北大西洋公約》第5條。翌日，美國國會議員亞當·金辛格（Adam Kinzinger）同樣表示，任何輻射洩漏如導致北約國家的人員死亡，便會自動激發第5條。
8月25日，核電廠歷史上首次與烏克蘭電網斷開連接。烏克蘭的核能公司表示，扎波羅熱反應堆綜合體附近的一個燃煤發電站的灰坑發生火災，干擾了該站最後兩個還能運作的反應堆的供電，使它們與烏克蘭電網斷開。8月26日，在其六個反應堆之一重新連接到烏克蘭電網後，該核電廠恢復了對烏克蘭的電力供應。8月29日，國際原子能機構的一個小組飛赴核電站進行調查。整個國際原子能機構團隊由格羅西領導，雖然在他們到達前幾天又發生了砲擊，但核電廠沒有報告任何洩漏。
9月3日夜间，扎波罗热核电站5号机组被关闭，扎波羅熱核電站最後一根主輸電線再次中斷，核電站僅剩一個六號反應爐仍在運行。核電站透過備用線路向電網供電。9月5日，扎波罗热核电站再度遭襲，該核電站与乌克兰电网再次断开。9月7日，在乌克兰与俄罗斯互相指责对方发起炮击的争吵中，乌克兰指责俄罗斯在核电站内和周边车站部署了武器和军队，再次提出要在核电站建立一个非军事区的要求，但俄罗斯否认部署军队的指控。而国际原子能机构同日公布一张在核电站的照片，显示俄罗斯确实部署了武装。9月11日，扎波罗热核电站全面中断运作。乌克兰国家核电公司表示已将发电站第六个核反应堆与国家电网的连接断开。當天不久恢复了一条备用电力线。12日又恢復另一條备用电力线。截至17日，札波罗热核电厂一条外部输电线恢复並再度接入烏克蘭国家电网。
10月6日，俄罗斯总统普京已发布法令，宣佈将扎波罗热核电站设施列入俄联邦资产清单。
10月8日，乌克兰国家核能公司表示扎波罗热核电站因炮击失去了与外部电力供应的连接。
11月3日，国际原子能机构表示，扎波罗热核电站一夜之间遭到炮击后失去了所有外部电力，並再度从其应急柴油发电机获得备用电力。
11月20日，札波罗热核电厂遭到猛烈砲击，俄乌双方相互指责对方开火。
2023年3月9日，扎波罗热核电站第六次失去厂外电力。
2023年3月26日，国际原子能机构总干事拉斐尔·格罗西宣布，他將再度前往扎波罗热核电站評估局勢。3月29日，拉斐尔·格罗西抵達扎波罗热核电站訪問。
2023年5月22日，札波羅結核電廠断电数小时后重新恢復。Energoatom表示核電廠被俄罗斯攻击後断电，而且此次斷電是自2022年3月俄罗斯军队控制核電站以来第七次斷電。
2023年6月8日，受卡霍夫卡水电站大坝溃坝导致第聶伯河上游水位下降影響，扎波罗热核电站最后一个运行中的反应堆进入“冷停堆”状态。
2023年6月15日，俄罗斯原子能集团总裁表示，国际原子能机构的代表在扎波罗热核电站进行了轮换，现在有四名专家。當天国际原子能机构总干事格罗西考察了扎波罗热核电站。
2023年7月3日，扎波罗热核电站在第聂伯河对岸的一段电力线于3月1日被损坏后，已重新连接到备用电力线。
2023年7月7日，国际原子能机构表示，此前乌克兰声称扎波罗热核电站内埋有爆炸物，不過該機構在最近的检查中没有发现相關证据。該機構希望进入扎波罗热核电站內的一些区域，例如反应堆的屋顶，不過俄罗斯占领当局以安全為由封锁了这些区域。
2023年7月25日，國際原子能機構對扎波羅熱核電站的檢查發現，該廠內部和外部邊界屏障之間的緩衝區內布有殺傷人員地雷，只有俄羅斯軍隊才能進入。
2024年4月7日, 由俄羅斯控制的扎波羅熱核電站遭到無人機襲擊，造成3人受傷，其中一人傷勢嚴重。俄羅斯原子能集團指，是烏克蘭的自殺式無人機襲擊了核電站食堂區域，擊毀一輛正在卸載食品的貨車，半小時後，無人機亦襲擊了核電站的貨物港口區。另外，核電站發電機組亦遭到無人機襲擊，造成機組的建築受損。
2024年8月11日，扎波罗热核电站冷却系统设施起火，俄乌双方相互指责是對方所為。

## 外部連結
- 官方网站
- 核電廠所屬管理公司Energoatom官方网站
- 札波羅熱核電廠的Facebook專頁
- 管理公司Energoatom的Facebook專頁
- 札波羅熱核電廠的Telegram
- 管理公司Energoatom的Telegram
- YouTube上的札波羅熱核電廠頻道
- 国际原子能机构乌克兰境内冲突之核安全、安保和保障影响最新情况
- 札波羅結核電廠歷史
- Google 地圖衛星圖片 （页面存档备份，存于）